# Madres del Cordero
Madres del Cordero (o Las madres del cordero) fue una agrupación musical reunida en Madrid a comienzos de los años setenta durante el proceso de gestación del espectáculo Castañuela 70 del que formaron parte como mini orquesta o banda bufa.
Inicialmente estuvo compuesta por Antonio Gómez, Moncho Alpuente, Antonio Piera (cocompositor con Alpuente de algunos temas insignes), Luis “Cocody” Cristóbal, alias “El Pimpi”, Arturo Bodelón y Jero Martínez. Los carteles de la banda incluían también a Nieves Córcoles, como una especie de ‘road manager’.
La puesta en escena, capitalizada por Antonio Gómez (la “Madrastra”), director orquestal e 'ideólogo', desarrollaba en clave de cabaret pretendidamente cutre las canciones del grupo con arreglos musicales mecla de jazz, rock, ritmos populares y charanga tradicional española.
Las Madres germinaron en el frente de músicos antifranquistas a la sombra y con el apoyo de otros cantautores como Elisa Serna, Hilario Camacho, Rosa León, Jesús Munárriz, Jorge Krahe (hermano de Javier) o de músicos luego profesionales como Luis Mendo. Asimismo, durante el periodo en que Antonio Piera estuvo encarcelado, tuvo como compañero de celda a Chicho Sánchez Ferlosio, con quien llegaría a componer algunas ideas y canciones que luego rescató la banda de Moncho Alpuente y los Kwai.
En un mundo en el que todavía no existían ni internet ni las redes sociales, las canciones de las madres del cordero se hicieron ‘virales’ entre los círculos contestatarios, universitarios y del teatro independiente.
Más efímera su realidad física como agrupación que el recuerdo de su mensaje, tras participar en las giras europeas de Tábano, la banda se disolvió, para recuperar más tarde muchos de sus temas en el repertorio de otros dos proyectos musicales de Moncho Alpuente: Desde Santurce a Bilbao Blues Band y Moncho Alpuente y Los Kwai. Canciones populares y sectorialmente famosas como A beneficio de los huérfanos, No sea usted original don Fulano de Tal, La niña tonta de papá rico, superaron el límite de legado trovadoresco para incluirse en la discografía lúdica de Alpuente y sus amigos músicos.
Su exigua discografía se reduce a un solo sencillo, Las Madres del Cordero, grabado en los estudios barceloneses Gema y editado en 1970.